# Phacelurus speciosus
Phacelurus speciosus är en gräsart som först beskrevs av Ernst Gottlieb von Steudel, och fick sitt nu gällande namn av Charles Edward Hubbard. Phacelurus speciosus ingår i släktet Phacelurus och familjen gräs. Inga underarter finns listade i Catalogue of Life.